# Lago Salitroso
El lago Salitroso es un lago en la Argentina. Se encuentra ubicado en el departamento Río Chico, en la provincia de Santa Cruz, Patagonia.

## Geografía
La cuenca del lago es endorreica, lo que significa que el suministro de agua no es suficiente para abastecer a un emisario, y la evaporación equilibra exactamente las contribuciones. Esto produce que el lago tenga un comportamiento intermitente en la época de verano. Al igual que muchos lagos endorreicos, son salados, lo que le valió su nombre.
El lago se encuentra a unos 12 kilómetros al este del lago Cochrane/Pueyrredón, ya 9 km al este del Lago Posadas. Su superficie se encuentra a una altitud de 134 metros.
El lago es alimentado principalmente por el río Blanco. Recoge toda el agua antes de la fusión del hielo y la nieve en el lado oriental del Cerro Belgrano (de 1.961 metros). El río conduce el agua al lado noreste del lago.
Se enmarca a los pies de la Sierra Colorada. Además, es una gran área de antiguos enterratorios indígenas.